# Museu Arqueològic d'Astúries
El Museu Arqueològic d'Astúries és una institució de titularitat estatal, adscrita al Ministeri de Cultura i des de 1991 la seva gestió ha estat transferida al Principat d'Astúries.
És una institució museística d'àmbit regional i una llarga tradició. Conserva la col·lecció material del llegat arqueològic d'Astúries. Desenvolupa les funcions de conservació i difusió del patrimoni asturià. A Astúries, l'arqueologia s'inicia amb pensament propi de la Il·lustració a través de dues grans figures com fra Benito de Feijoo, monjo benedictí que va ser abat del monestir de Sant Vicent, seu del Museu, i Gaspar Melchor de Jovellanos, que va realitzar la primera memòria d'una intervenció arqueològica realitzada a Astúries i les primeres prospeccions a la regió.
El Museu sorgeix en 1845, amb la creació de la Comissió Provincial de Monuments Històrics Artístics de la Província d'Oviedo. És el museu arqueològic més important de la regió asturiana, amb la col·lecció més destacada en el seu gènere.
Creat oficialment el 1944, va ser obert al públic a la seva seu actual el 21 de setembre de 1952. Són notables les col·leccions ingressades en el museu per Aurelio del Llano, el comte de la Vega del Sella, Manuel González-Longoria i Leal I marquès de la Rodriga, Tomás Fernández Bataller, Pedro Hurlé Mansó, Sebastián de Soto Cortes, entre d'altres. La seva col·lecció s'incrementa anualment amb els dipòsits de materials procedents dels treballs de prospecció i excavació arqueològica duts a terme a Astúries i de donacions privades.

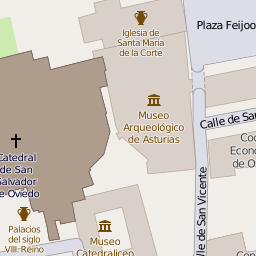

En la seva evolució, el Museu es configura com una institució del segle xxi, destinada a satisfer les necessitats culturals, científiques i educatives de tots els usuaris. Actua com a referència i enllaç amb altres museus arqueològics de lloc i manté relació amb els jaciments musealitzats i els centres d'interpretació dispersos per la geografia del Principat, sent el referent en matèria de recerca, difusió i conservació del Patrimoni Arqueològic asturià. Des de 2004 ha estat objecte d'obres de rehabilitació i millora, sent reinaugurat i obert de nou al públic el 21 de març de 2011.

## Història
La Comissió Provincial de Monuments, creada en 1845 i que va dur a terme les primeres accions per protegir el patrimoni monumental i cultural d'Astúries, va obrir un primer museu en 1870 en el desaparegut convent de Sant Francesc amb peces recollides al llarg del territori asturià i procedents també de donacions particulars.

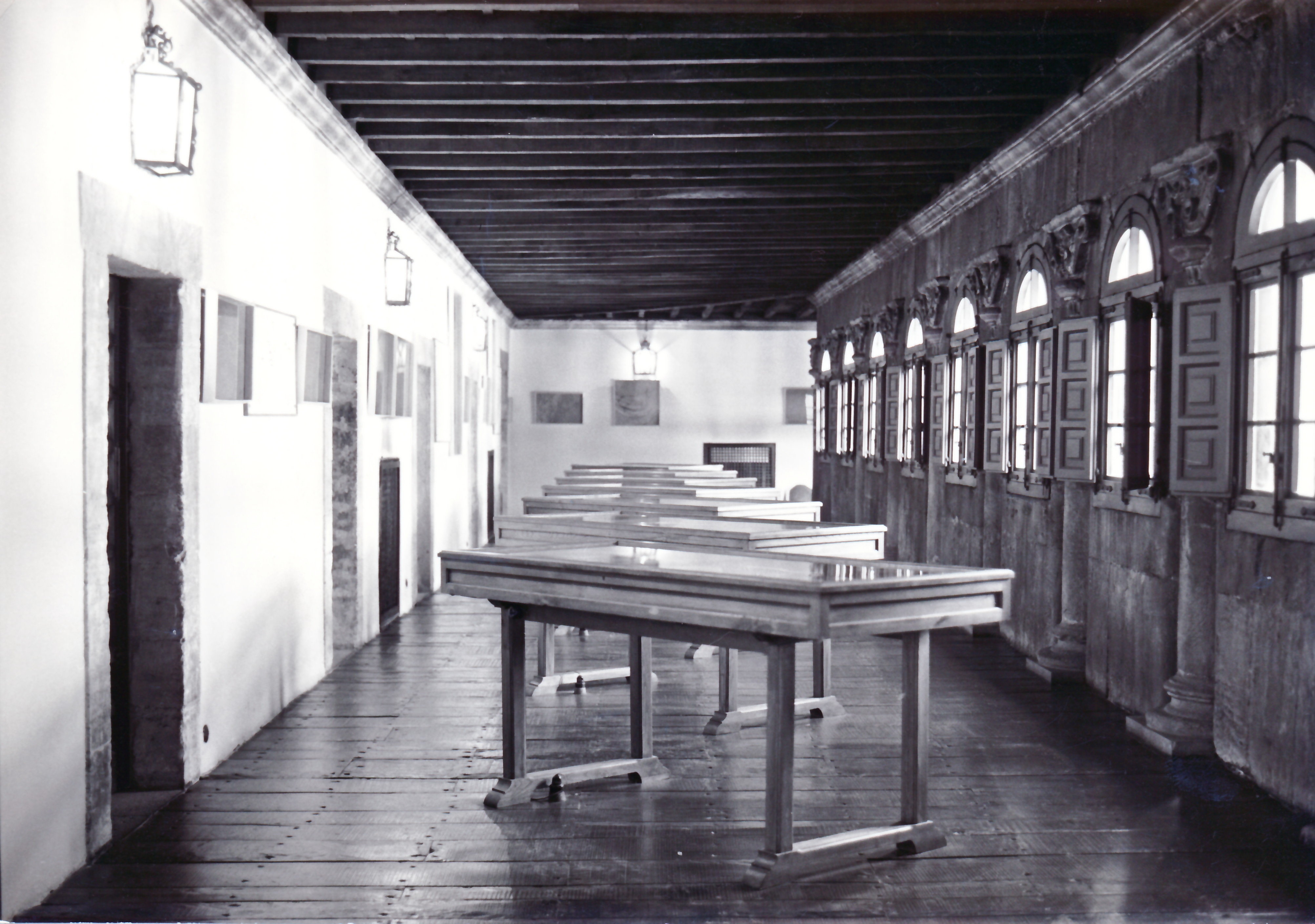
Claustre alt del monestir de Sant Vicent, seu actual del Museu Arqueològic d'Astúries abans de la reforma de 2004

El Museu actual, obert al públic el 1952, ha incrementat des de llavors a força d'excavacions, donacions i compres de peces la seva col·lecció. El 1998 i per l'estat deficient de l'edifici del Museu, el Ministeri de Cultura va iniciar els tràmits per a la seva rehabilitació i ampliació, amb projecte dels arquitectes Fernando Pardo Calvo i Bernardo García Tapia. La reforma ha suposat l'augment de la superfície construïda del museu a 5810 m², dels quals 2013 m² estan dedicats a l'exposició permanent del mateix, després d'una inversió de 16 milions d'euros.
Al mateix temps, aquestes obres van permetre el descobriment d'un bastió de la primitiva muralla d'Oviedo del segle viii d'1,6 m d'altura. Sobre les restes d'aquesta muralla descansen les arcades del claustre del monestir. Es va haver de modificar el projecte inicial de les obres per deixar exposades aquestes parts de la muralla de la ciutat com una altra de les joies del Museu. Aquest descobriment recolza la hipòtesi de l'historiador Juan Uría Ríu sobre el traçat d'aquesta muralla aixecada en temps d'Alfons II d'Astúries.

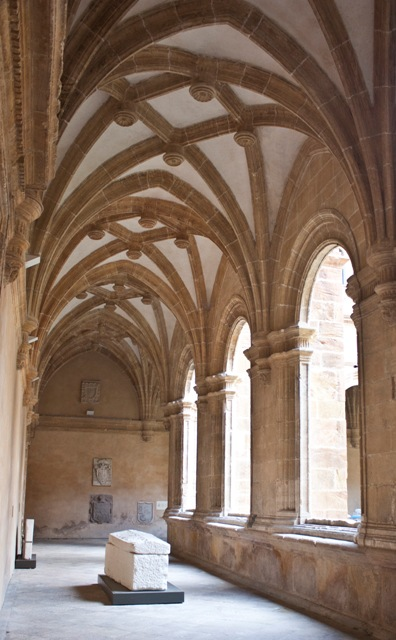
Claustre baix de l'antic monestir de Sant Vicent, seu actual del Museu Arqueològic d'Astúries

## L'edifici
Des de 1952, el Museu ocupa en l'antic claustre del monestir de Sant Vicent, un edifici amb una complexa història relacionada amb l'origen de la ciutat, i el claustre de la qual va ser declarat monument nacional en 1934.
El monestir de Sant Vicent es creu que es va fundar l'any 761, sota el regnat de Fruela I. Només queden algunes restes d'aquest primer edifici, romanent no obstant això el claustre actual, iniciat en la dècada de 1530, sota adreça del mestre Juan de Badajoz el Mozo i conclòs per Juan de Cerecedo el Viejo i Juan de Cerecedo el Mozo en la dècada de 1570.

## La col·lecció
La desamortització dels béns eclesiàstics en 1837 va posar en circulació gran nombre d'obres d'art religioses. La Comissió de Monuments d'Astúries es va ocupar de reunir al llarg del segle xix les restes d'aquests monestirs i esglésies venudes i abandonades. Aquest conjunt de peces constitueixen l'origen de la col·lecció del Museu d'Antiguitats que es va anar incrementant per les donacions de diversos dels seus membres i de col·leccionistes i erudits preocupats pel passat.
En la seva tasca activa, la principal preocupació va ser la restauració de les esglésies preromàniques, la qual cosa es va traduir en la reunió de peces procedents de les ruïnes d'algunes d'aquestes construccions. Arribat el segle xx, el desenvolupament de l'arqueologia científica, va suposar l'ampliació de l'horitzó cap a la prehistòria, després de descobrir la presència d'art rupestre paleolític a Astúries.
D'aquesta forma i durant tot el segle xx la col·lecció del museu va anar ampliant-se de forma notable pels resultats de les intervencions arqueològiques a Astúries. Als fons de l'antiga Comissió de Monuments es van sumant les donacions de col·leccions particulars. Al llarg de la dècada de 1960 i 1970 la Diputació d'Oviedo va dur a terme la compra de diverses talles, mobles i objectes. Les compres més importants van ser tres col·leccions, la dels hereus de Soto Cortés, composta per tot tipus d'antiguitats arqueològiques, la col·lecció numismàtica de Pedro Hurlé Mansó, i la col·lecció d'armes i monedes dels hereus de Tomás Fernández Bataller.

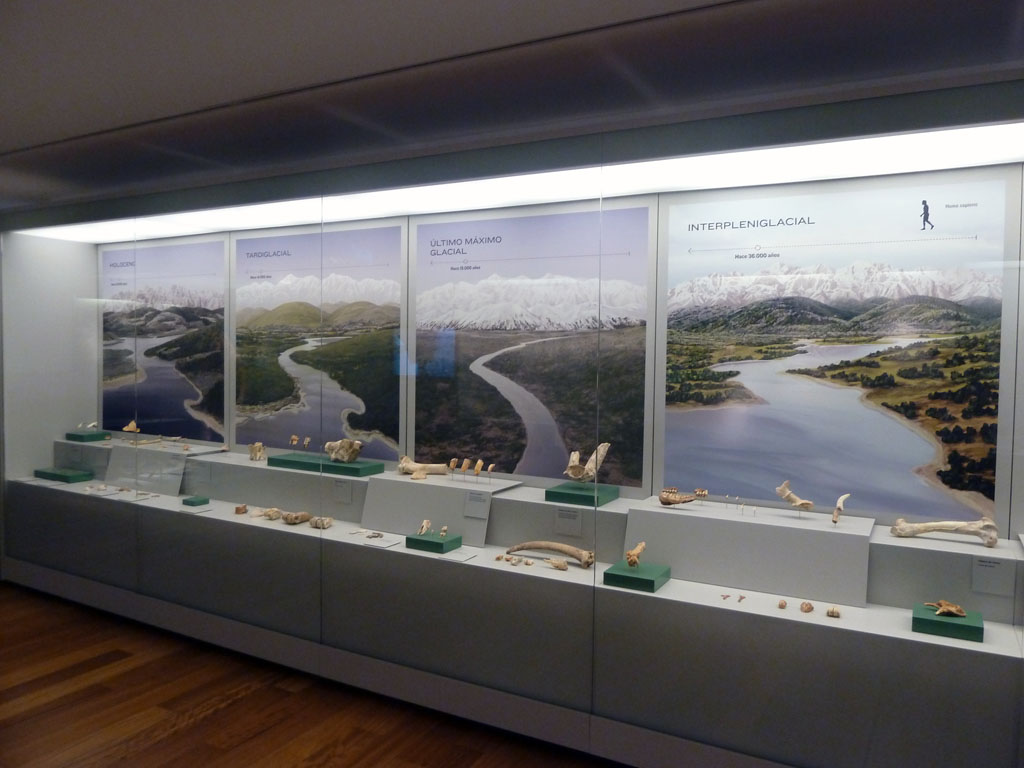
Planta primera. Condicions ambientals en la prehistòria d'Astúries

El progrés de les recerques iniciades a partir de la dècada de 1970 va ampliar de forma constant la col·lecció d'època paleolítica, l'edat dels metalls i l'etapa romana. El naixement de l'arqueologia de gestió, amb un desenvolupament notable a partir de la dècada de 1990, ha suposat l'ingrés de gran quantitat de materials de totes les èpoques, però especialment de l'edat mitjana, provinents dels nuclis històrics de les ciutats i viles asturianes, així com de les nombroses esglésies i monestirs en els quals s'ha intervingut prèviament a la restauració dels seus edificis.